# Guvernementet Kalisz
Guvernementet Kalisz var ett guvernement i ryska Polen, 1837-44 och 1867-1917.
Det begränsades av guvernementen Warszawa och Piotrków samt
Preussen. Det hade en yta på 11 374 km² och en befolkning på omkring 1 miljon invånare.
Jordbruk var den viktigaste näringen.

## Källa
Den här artikeln är helt eller delvis baserad på material från Nordisk familjebok, Kalisz, 1904–1926.